# Triptognathops bicolor
Triptognathops bicolor är en stekelart som först beskrevs av Joseph Kriechbaumer 1882.  Triptognathops bicolor ingår i släktet Triptognathops och familjen brokparasitsteklar. Inga underarter finns listade i Catalogue of Life.